# Baywatch: Hawaiian Wedding
Baywatch Hawaiian Wedding är en amerikansk TV-film från 2003, regisserad av Douglas Schwartz, som även skrivit filmens manus tillsammans med Michael Berk.

## Handling
Handlingen kretsar kring en återträff med karaktärerna från den populära TV-serien Baywatch.

## Rollista (urval)
- David Hasselhoff - Mitch Buchannon
- Jeremy Jackson - Hobie Buchannon
- Nicole Eggert - Summer Quinn
- Alexandra Paul - Stephanie Holden/Allison Ford/Judy Radin
- Gena Lee Nolin - Neely Capshaw
- Yasmine Bleeth - Caroline Holden
- John Allen Nelsen - John D Cort
- Billy Warlock - Eddie Kramer
- Pamela Anderson - CJ Parker
- Carmen Electra - Lani McKenzie
- Cary-Hiroyuki Tagawa - Sato
- John Allen Nelson - John D. Cort

### Fotnoter
1. ↑  Back in a Splash (på engelska), People, 3 mars 2003, läs online.[källa från Wikidata]
2. ↑  Gil Jawetz (14 augusti 2003). ”Baywatch Hawaiian Wedding” (på engelska). DVD Talk. http://www.dvdtalk.com/reviews/7234/baywatch-hawaiian-wedding/. Läst 20 september 2016.